# Katedralen i Worcester
Worcester Cathedral, officiellt namn The Cathedral Church of Christ and the Blessed Mary the Virgin of Worcester, är en anglikansk katedral i Worcester, England, vid floden Severn. Den är Worcester stifts säte. Kyrkan, som byggdes mellan 1084 och 1504, representerar alla engelska arkitekturstilar från normandisk till perpendikel gotik. Katedralen är känd för sin normandiska krypta och sitt unika kapitelhus, dess ovanliga gotiska travéer, fina träarbete och dess centrala torn. Katedralens västra fasad fanns med på 20-pundssedeln som trycktes av Bank of England mellan 1999 och 2007.

## Historik

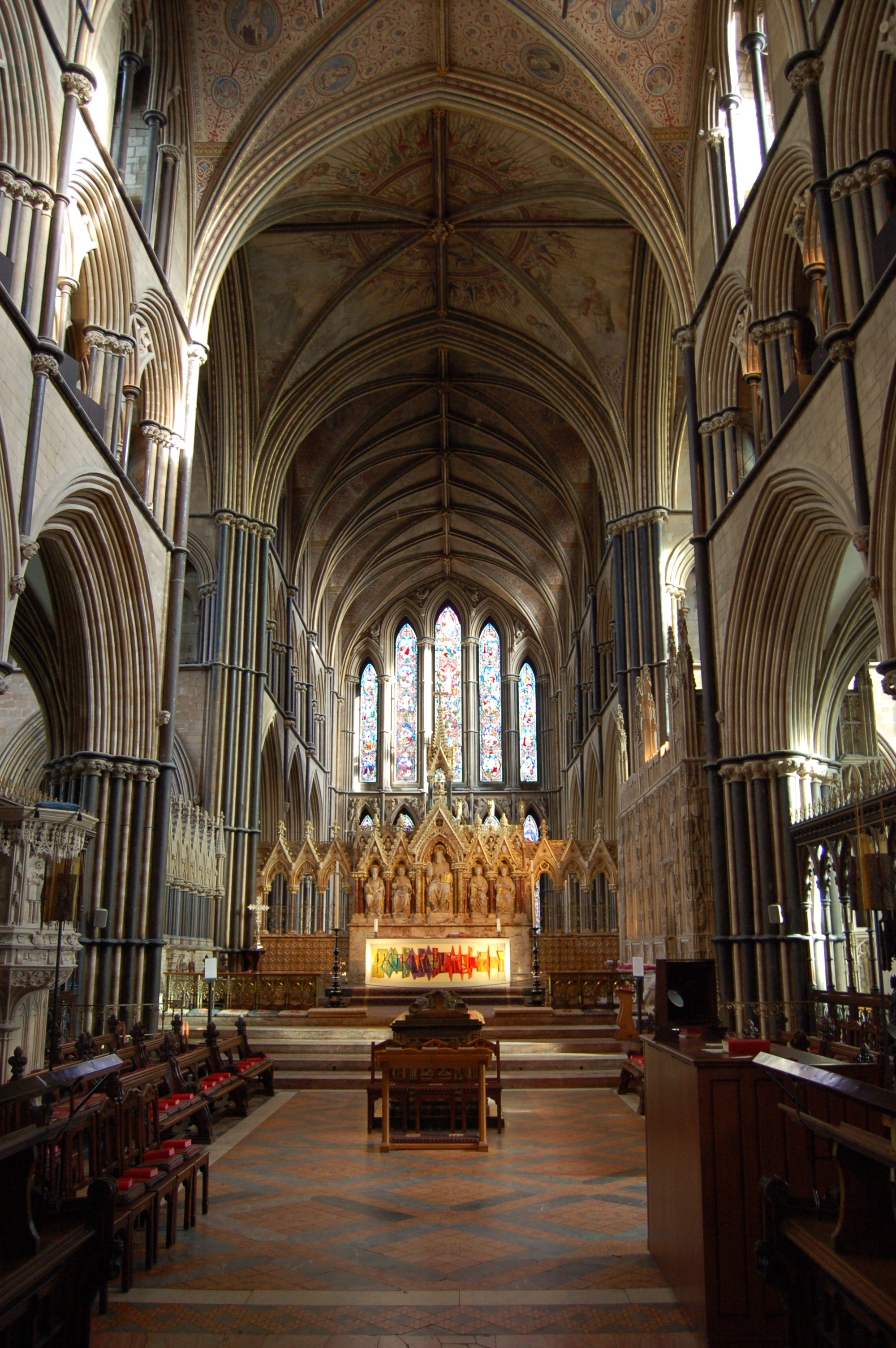
Katedralens östra kor.

Katedralen grundades 680 under biskop Bosel. Den första katedralbyggnaden byggdes samtidigt, men inget återstår av den. Dagens krypta härrör från 900-talet. Den nuvarande katedralen härrör från 1100- och 1200-talen. Munkar och nunnor har funnits vid katedralen sedan 600-talet. Klostret blev benediktinskt under den andra hälften av 900-talet. Munkarna fördrevs 18 januari 1540 och ersattes av sekulära kaniker. Det tidigare klosterbiblioteket innehöll ett stort antal manuskript som idag finns utspridda över biblioteken i Cambridge, London (British Library), Oxford och dagens katedralsbibliotek.
Efter upplösandet av klostren återetablerades byggnaden som katedral av ett sekulärt prästerskap. Katedralen renoverades av Sir George Gilbert Scott och A.E. Perkins under 1860-talet, och de båda är idag begravda i katedralen. Katedralen innehåller flera kungagravar, som Johan och Artur, prins av Wales. Andra kända personer begravda där är Stanley Baldwin, John Gauden och Richard Edes. En bild av katedralens västra fasad fanns med på en 20-pundssedel som utfärdades av Bank of England mellan 1999 och 2007. De kommer dock dras tillbaka för att ersätta av andra pengar.

## Arkitektur
Katedralen har många arkitektoniska egenskaper som är typiska för medeltida engelska katedraler; den har två tvärskepp som går över skeppet, snarare än den ensamma transept som är vanlig på kontinenten. Den har ett kapitelhus och korsgångar. På dess norra sida finns en portal som skulle eliminera luftdraget som blåste igenom katedralen när de västra dörrarna var öppna. Betydande delar av katedralen finns från alla århundraden från 1000- till 1500-talet. Dess torn är av perpendikulär stil, och beskrevs av Alec Clifton-Taylor som "utsökt" och ses bäst från Severn. Dess tidigaste del är den normandiska kryptan med kapitäl kvar från den ursprungliga klosterkyrkan som påbörjades 1084. Från samma period finns även det cirkulära kapitelhuset från 1120 som gjordes åttahörnigt på utsidan när väggarna förstärktes under 1300-talet. Skeppet byggdes successivt och i olika stilar av flera olika arkitekter under en 200 år lång tidsperiod, från 1170 till 1374, och några av travéerna är unika och en dekorativ övergång mellan normandisk och gotisk arkitektur.
Den östra delen ombyggdes över den normandiska kryptan av Alexander Mason mellan 1224 och 1269, och sammanträffade med, och har stora likheter med, katedralen i Salisbury. John Clyve färdigställde skeppet efter 1360, samt byggde dess valv, den västra framsidan, den nordliga portalen och den östra delen av korsgången. Han förstärkte det normandiska kapitelhuset, lade till strävpelare och ändrade dess valv. Hans mästerverk är det centrala tornet från 1374. Mellan 1402 och 1432 lade en okänd arkitekt till de norra och södra delarna av korsgången, som slutligen stängdes av den västra delen av John Chapman, 1435-1438. Den sista viktiga adderingen är Artur, prins av Wales kapell höger om den södra körgången, 1502-1504. Mellan 1857 och 1874 renoverades katedralen av W. A. Perkins och Sir George Gilbert Scott.